# Sumacàrcer
Sumacàrcer, en valencien et officiellement, (Sumacárcel en castillan), est une commune de la province de Valence, dans la Communauté valencienne, en Espagne. Elle est située dans la comarque de la Ribera Alta et dans la zone à prédominance linguistique valencienne. Sa population s'élevait à 1 252 habitants en 2013.

## Géographie

Localisation de Sumacàrcer
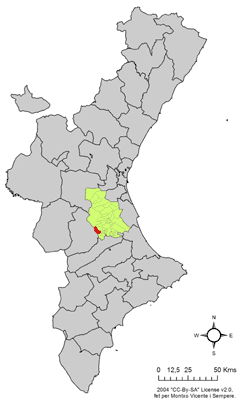
dans la Communauté valencienne.
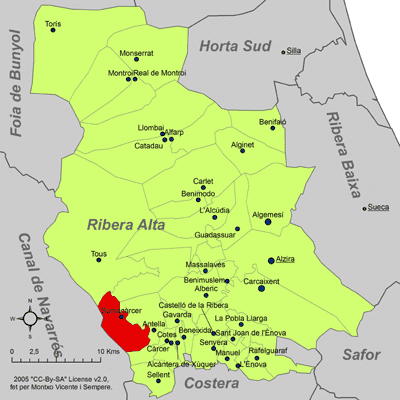
dans la comarque de la Ribera Alta.

### Localités limitrophes
Le territoire communal de Sumacàrcer est voisin de celui des communes suivantes :
Antella, Cotes, Chella, Navarrés et Tous, toutes situées dans la province de Valence.

## Démographie
| 1990  | 1992  | 1994  | 1996  | 1998  | 2000  | 2002  | 2004  | 2006  | 2007  |
| ----- | ----- | ----- | ----- | ----- | ----- | ----- | ----- | ----- | ----- |
| 1.419 | 1.365 | 1.400 | 1.382 | 1.375 | 1.364 | 1.347 | 1.308 | 1.294 | 1.323 |

## Administration
Liste des maires, depuis les premières élections démocratiques.
| Législature | Nom du Maire               | Parti politique |
| ----------- | -------------------------- | --------------- |
| 1979-1983   | José Ferrer Mena           | PSPV-PSOE       |
| 1983-1987   | Joaquín Picó Palazón       | PSPV-PSOE       |
| 1987-1991   | José Julián Alós Sanmartín | Independents IS |
| 1991-1995   | Lluís Pons Monfort         | UPV             |
| 1995-1999   | José Julián Alós Sanmartín | UV              |
| 1999-2003   | José Julián Alós Sanmartín | UV              |
| 2003-2007   | José María Peláez Palazón  | PSPV-PSOE       |
| 2007-2011   | Mª Consuelo Pons Pons      | GpS             |

### Sources
- (es) Cet article est partiellement ou en totalité issu de l’article de Wikipédia en espagnol intitulé « Sumacárcel » (voir la liste des auteurs).
- (es) Varaciones de los municipios de España desde 1842, Ministerio de administraciones públicas, octobre 2008, 364 p. (lire en ligne) [PDF]